# サミュエル・アームストロング
サミュエル・タレル・アームストロング（英: Samuel Turell Armstrong、1784年4月29日 - 1850年3月26日）は、アメリカ合衆国マサチューセッツ州出身の実業家、政治家である。1784年にドーチェスター（現在はボストン市内）で生まれ、ボストンで印刷業と書店を営み、宗教的主題のものに特化していた。その作品の中には説教師トマス・スコットによる家庭用聖書のステレオタイプ（鉛版）としての初期のものがあり、人気を博した。また伝道に関する宗教雑誌「ザ・パノプリスト」も出版した。
アームストロングは1825年に印刷業からの撤退を始め、政治の世界に向かった。1820年代にはボストンの政界で活動し、マサチューセッツ州議会の議員には2回当選した。1833年、ホイッグ党員としてマサチューセッツ州副知事に選出され、連続3期（3年間）務めた。その最後の任期の大半は、州知事のジョン・デイビスがアメリカ合衆国上院議員に就任するために知事を辞任したことで、アームストロングが知事代行を務めた。1836年には州知事選挙に出馬したが落選し、その代わりの様にボストン市長に選出され、2年間務めた。

## 印刷業と書店経営
サミュエル・アームストロングは1784年4月29日にマサチューセッツ州ドーチェスターで生まれた。父はジョン・アームストロング、母はエリザベス（旧姓ウィリアムズ）だった。父は軍人であり、アームストロングが10歳の時に死んだ。母もその3年後に死んだ。アームストロングは製本と印刷業のマニング・アンド・ロアリング社の徒弟奉公に入った。同社はボストンの「町で第一の製本印刷社」だと言われていた。その奉公が明けるとボストンで共同経営者と共に印刷所を開いたが、その数年後にはチャールズタウンで独自の印刷所を開いた。
1807年、アームストロングはマサチューセッツ古代栄誉砲兵中隊の一員に選出された。1811年にはその中隊の曹長に選出された。1811年から1814年は、チャールズタウンのウォーレン・ファランクスの大尉も務めた。
1811年、アームストロングはボストンの事業経営に戻り、コーンヒルで書店を開いた。その主たる事業は宗教的な文献の出版にあった。その最も注目すべき成果はまた伝道に関する宗教雑誌「ザ・パノプリスト」を出版したことだった。もう一つの成功事例はトマス・スコットの家庭用聖書のステレオタイプ（鉛版）を初めて出版したことであり、数万部が売れて非常に評判が良かった。外国での伝道のために資金集めを行うことも含め、教会に関する行動のための書店も開いた。
アームストロングはボストンに移転した後で、ユリエル・クロッカーとオスミン・ブルースターという2人を徒弟に採った。1818年、その奉公が明ける時に、彼らに印刷業の運営を任せ（後にクロッカー&ブルースターと呼ばれる会社になった）、自分は書店の経営に注力した。1825年、事業の日々の運営からは引退したが、1840年まで出資者としての位置づけは保った。その死のとき（1850年）まで事業に関する個人的な関心は維持し続けていた。事業はかなりの成功をおさめ、アームストロングは相当に裕福な者になった。

## 教会と政治
アームストロングはオールド・サウス教会の会員だった。その教区役員（その秘書も含む）を務め、1829年には助祭に選ばれた。教会が正式に法人化された1844年、アームストロングはその所有権者の1人に指名された。1816年、アームストロングは教会の塔の中で、植民地時代の総督ジョン・ウィンスロップが著した『ニューイングランドの歴史』第3巻の原稿を発見した。この原稿はマサチューセッツ歴史協会に寄付された。教会の初期の牧師だったトマス・プリンスが教会に遺贈した5冊の本の1冊、17世紀のベイ詩編の完本を教会が失くしたとき、アームストロングにもその責任の一端があった。著作家のロバート・ウォレスは、アームストロングがジョージ・リバモアとエドワード・クラウニンシールドの2人からの申し出で、その本の写し2部を渡し、他の写しを再度製本したのが迂闊だったと示唆している。これは基本的に詐欺であり、リバモアもクラウニンシールドも稀覯本の取引には知識があり、貴重な書籍を格安で取得したということだった。

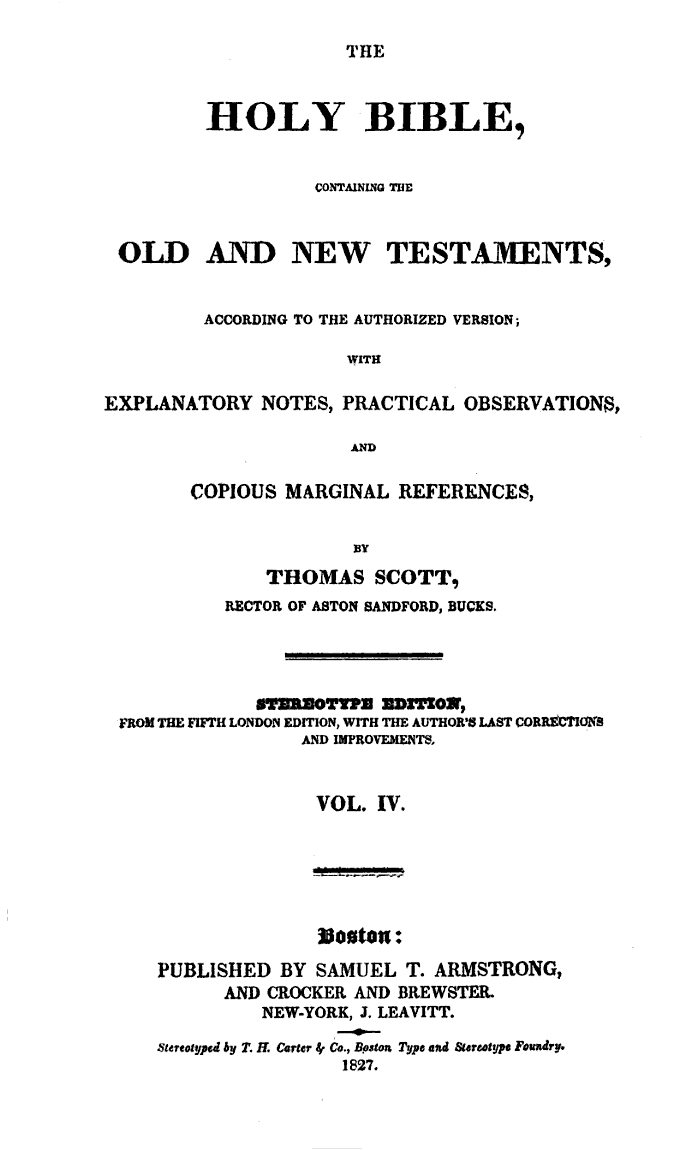
アームストロングが印刷したスコット聖書の表紙、1827年版

アームストロングは1812年には既に公的な事情に関わるようになっており、米英戦争ではボストン民兵隊に仕えた。マサチューセッツ州議会下院議員に当選して政界に入り、1822年から1823年と1828年から1829年の2期を務めた。1828年から1830年までボストンの市政委員も務めた。1833年、州の反メイソン党からマサチューセッツ副知事候補に指名すると提案があった。反メイソン党はフリーメイソンを廃止すべきという見解であり、アームストロングはそれに同意できなかったので指名を辞退した。しかし、ホイッグ党の推薦で副知事に当選し、最初はリーヴァイ・リンカーン・ジュニア、その後ジョン・デイビス各知事の下で副知事を務めた。アームストロングが労働者階級の出身だったので、ホイッグ党の新聞が労働問題に焦点を当てて設立された第3の政党である労働者党の党員に対するアピールに使った。1834年の選挙運動ではアームストロングのことを「機械工と労働者」と表現していた。
1835年3月、州知事のデイビスがアメリカ合衆国上院議員に選ばれて就任するために州知事を辞任したとき、アームストロングが1836年まで州知事代行を務めた。1836年の選挙運動では、アームストロングがホイッグ党から州知事候補への指名を求めたが、エドワード・エヴァレットが反メイソン党から支持を得られるということになり、エヴァレットが候補指名された。アームストロングは政党の支持なしに州知事選挙に出馬し、エヴァレットと>民主党の永遠の知事候補マーカス・モートンの後塵を拝し、第3位と惨敗した。
州レベルの選挙での敗北とは対照的に、アームストロングは1836年にボストン市長に当選した。その2年間の政権で公的な改善を行った主要事項はボストンコモンの周りに鉄製のフェンスを造り、ボイルストン通りのプロムナードを拡張したことだった。その工事契約は前任のセオドア・ライマンが決めていたものを引きずっただけだったが、アームストロングが工事を監督し、工事の影響を受けた中央墓地の遺骸を移し替える仕事を完遂した。この作業について幾つかの家族からの反対もあったが、関係者に新しい御影石の墓石を無償で提供することで、説得できた。
1839年、アームストロングはマサチューセッツ州上院議員に選出され、1期を務めた。1845年ニューイングランド歴史系譜協会の会員となり、その死の時までその事業に関わった。アームストロングは1850年にボストンで死んだ。ケンブリッジのマウントオーバーン墓地に埋葬されている。アームストロングは1812年にチャールズタウンのアビゲイル・ウォーカーと結婚した。夫妻に子供はなかった。

## 関連図書
- Silver, Rollo G (1951–1952). “Belcher & Armstrong Set up Shop: 1805”. Studies in Bibliography (Vol. 4):  pp. 201–204.